# Meganoplium
Meganoplium is een kevergeslacht uit de familie van de boktorren (Cerambycidae). De wetenschappelijke naam van het geslacht werd voor het eerst geldig gepubliceerd in 1940 door Linsley.

## Soorten
Meganoplium is monotypisch en omvat slechts de volgende soort:
- Meganoplium imbelle (LeConte, 1881)